# Stefan Fejes
Stefan Fejes (Győr, 30 agosto 1891 – dopo il 1949) è stato un aviatore austro-ungarico.
Il Feldwebel Stefan Fejes era un asso dell'aviazione dell'Impero austro-ungarico accreditato con 16 vittorie aeree confermate e 4 non confermate durante la prima guerra mondiale. Alla fine della guerra, non solo aveva ricevuto numerose decorazioni, ma era stato personalmente promosso dal suo imperatore.
Quando l'Austria-Ungheria si sciolse alla fine della guerra, Fejes divenne un cittadino ungherese. Ha difeso la sua nuova nazione contro l'invasione all'indomani delle Conseguenze della prima guerra mondiale. Ha proseguito nell'aviazione durante la seconda guerra mondiale, come pilota civile commerciale, istruttore militare e pilota militare di collegamento e trasporto.

## Biografia e servizio nella prima guerra mondiale
Stefan Fejes nacque a Győr, in Ungheria, il 30 agosto 1891. Nel 1912 rispose al servizio nazionale obbligatorio nell'Impero austro-ungarico e fu assegnato al servizio di fanteria. All'inizio della prima guerra mondiale, entrò in battaglia in fanteria. Nel settembre del 1914 fu ferito così seriamente che gli ci vollero sei mesi per riprendersi. Fu quindi assegnato al trasporto automobilistico il 10 marzo 1915. Dopo 14 mesi in questo incarico fu trasferito alla Kaiserliche und Königliche Luftfahrtruppen.

## Servizio in aviazione
Fejes completò l'addestramento da pilota all'inizio del 1917. Il 3 febbraio 1917, fu poi assegnato alla Flik 19 ad Ajdovščina come sergente pilota volando con l'aereo Hansa-Brandenburg C.I a due posti. La Flik 19 era comandata da Adolf Heyrowsky ed era una squadriglia multiuso che operava con diversi aerei per una vasta gamma di missioni, tra cui la ricognizione fotografica, l'osservazione aerea ed il bombardamento. Anche se il combattimento aereo non era lo scopo principale dell'unità, aveva in forza assi Franz Rudorfer, Benno Fiala von Fernbrugg e Ludwig Hautzmayer.
Fejes ha conseguito la sua prima vittoria aerea nella sua terza sortita operativa. Dopo questa promettente partenza, è diventato un Asso dell'aviazione sui biposto, quando lui ed i suoi osservatori abbattevano cinque aerei italiani insieme. Fejes ha ricevuto la medaglia d'argento di seconda classe, seguita da altri due di prima classe. Il suo combattimento aereo del 19 giugno 1917 fu la fonte di uno di questi riconoscimenti; questo è stato il giorno in cui Fejes e Josef Pürer hanno colpito i caccia italiani Nieuport, rivendicandone due e facendo atterrare il proprio aereo vicino a Schönpass. Certo, la reputazione di Fejes con i suoi superiori non faceva male; lo consideravano "serio, modesto, laborioso, affidabile" con una buona conoscenza tecnica ma una scarsa padronanza del tedesco.
All'inizio di ottobre 1917, Fejes fu trasferito ad un'unità dedicata alla caccia, la Flik 51J a Ghirano di Prata di Pordenone, come parte di una migrazione di assi della Flik 19 alla caccia. Una volta lì, fu promosso a Feldwebel nel febbraio 1918. Nella sua nuova unità, passò all'aereo da caccia Albatros D.III e continuò la sua serie di vittorie. Una leggera ferita nel tallone sofferta durante un prolungato combattimento aereo in vista del suo aeroporto di casa il 20 marzo 1918 non lo sviò; è atterrato vittorioso, con 46 fori di proiettile nel suo aereo. Al 1º settembre 1918 è arrivato a 16 vittorie confermate, ed è stato insignito tre premi della più alta decorazione dell'Austria-Ungheria per le truppe, la medaglia d'oro Bravery, a gennaio, giugno e luglio 1918. Ha anche conseguito una promozione a Sergente di squadra dalle mani del suo imperatore nel luglio del 1918.

## Il dopoguerra
Con la dissoluzione dell'Austria-Ungheria alla fine della guerra, Fejes divenne un cittadino ungherese. Quando l'Ungheria fu invasa dalla Romania, dalla Serbia e dalla Cecoslovacchia, Fejes aiutò a combattere gli intrusi. Ha pilotato un Fokker D.VII per l'8th Squadron del Red Air Corps insieme a Johann Risztics e Sándor Kasza. Nel maggio 1919, un guasto meccanico durante una missione di attacco a terra a Lučenec lo lasciò in prigionia fino alla fine delle ostilità di quell'anno.
Nel 1920, era di nuovo libero, vincendo un finto scontro aereo contro Johann Risztics allo show aereo di Budapest il 7 novembre. Nel 1928, era un istruttore in un centro di addestramento clandestino per la Magyar légierő a Szombathely, dove gli allievi lo chiamavano affettuosamente "Fejes Bacsi", o "Zio Fejes" a causa del suo geniale modo da gentiluomo.
Dal 1930-1936, era nell'aviazione commerciale nei voli tra Zurigo, Roma e Milano. Dopo il trasferimento alla compagnia aerea ungherese Malert, ha continuato a volare come pilota civile fino al 1940.
Il 26 giugno 1941, Fejes fu ripreso in servizio per la seconda guerra mondiale dove ha servito come pilota militare per il trasporto ed il collegamento per la durata delle ostilità. Alla fine della guerra, è tornato a Budapest. Si ritiene che sia sopravvissuto fino ad almeno gli anni 50.